# Wrong Turn at Tahoe - Ingranaggio mortale
Wrong Turn at Tahoe - Ingranaggio mortale (Wrong Turn at Tahoe) è un film del 2009 diretto da Franck Khalfoun con protagonisti Cuba Gooding, Jr., Miguel Ferrer e Harvey Keitel.
Distribuito Direct-to-video, si tratta della seconda opera del regista, già regista del film -2 Livello del terrore.

## Trama
Joshua è ferito e il suo capo Vincent lo sta portando in ospedale. Entrambi sono sanguinanti e sofferenti, durante il tragitto Joshua ripensa alla sua infanzia, quando il padre fu ucciso davanti ai suoi occhi. Fu il momento in cui Vincent lo prese con sé crescendolo.
Con un flashback si vede Joshua e il suo partner Mickey mentre visitano alcune persone che debbono dei soldi al loro capo Vincent, un criminale e commerciante di droga. Da un drogato apprendono che un piccolo spacciatore di droga di nome Frankie Tahoe chiede di Vincent per ucciderlo.
Joshua e Mickey lo riferiscono a Vincent, e il trio va da un ragazzo che lavora per Frankie che rivela dove trovare lo spacciatore: in un club di spogliarelliste. Dopo un colloquio in cui Frankie insulta Joshua, e la religione, che per Vincent è molto importante, quest'ultimo uccide Frankie con una mazza da baseball. Portato il corpo in una cava Vincent uccide anche Mickey dopo aver detto di aver scoperto una relazione con sua moglie, i due vengono sepolti insieme.
Mentre Vincent e Joshua stanno facendo colazione, l'uomo dice al suo capo di voler andare in pensione. Vincent si indigna e lo lascia solo. Arrivato a casa, dalla moglie, Vincent nota due uomini che controllano la sua abitazione. Li affronta pur intuendo il pericolo ma Joshua appare aiutandolo. Joshua e Vincent vengono condotti da Nino, un potente boss della malavita.
A Nino Vincent rivela di aver lavorato per suo padre da ragazzo e di conoscerlo, ma il boss li accusa della morte di Frankie Tahoe e gli chiede un risarcimento, Vincent non accetta le condizioni e Nino se ne va chiudendo la discussione. Una volta a casa, Vincent trova la moglie assassinata. Rancoroso va a trovare il drogato, suo vecchio amico, che li ha condotti ad ammazzare Frankie e all'inizio dei loro guai scoprendo che Frankie Tahoe non voleva ucciderlo, e di essere stato usato per eliminarlo; Joshua ammazza il drogato. Vincent cerca di allontanare Joshua ma questi gli offre il suo aiuto nella vendetta dicendogli di essere anche lui un bersaglio. Nella notte tornano a casa di Nino affrontando i suoi scagnozzi, Vincent trova Nino, e nel conflitto a fuoco Vincent viene colpito da un colpo di fucile, ma sopravvive, mentre il boss muore. Nel frattempo Joshua uccide tutti gli scagnozzi tranne quello che aveva squartato la moglie di Vincent, ma viene aiutato dal suo capo che si vendica aprendo lo stomaco del killer.
Nell'uscire Joshua, per proteggere Vincent, viene colpito allo stomaco dalla moglie di Nino a cui spara uccidendola. Vincent e Joshua si ritrovano in macchina riprendendo la scena iniziale del film. Con un flashback Joshua capisce che Vincent uccise suo padre e mette la pistola alla testa di Vincent, lasciando lo spettatore nel dubbio se sparerà.

## Riferimenti e citazioni
- Joshua affrontando un debitore cita Il padrino, dicendo: "Questi sono affari. Non c'è nulla di personale."
- Nino dice a Vincent di essere solo un pesciolino mentre lui è lo squalo; Vincent ribatte dicendogli di essere Roy Scheider riferendosi al film Lo squalo.
- Mentre è accusato da Nino che gli elenca i testimoni, Vincent paragona il momento ad un processo di Perry Mason.
- I tre tirapiedi di Nino guardano Sfida all'O.K. Corral, in un momento che precede l'irruzione di Vincent e Joshua, con conseguente sparatoria in analogia al film guardato.

## Distribuzione
Costato circa 6 milioni di dollari è stato distribuito solo in Home video.